# Witold Pogorzelski
Witold Pogorzelski (ur. 13 września 1895 w Warszawie, zm. 3 stycznia 1963 tamże) – polski matematyk, profesor Politechniki Warszawskiej, ewangelik reformowany.

## Życiorys
Urodził się w rodzinie Bronisława (1867–1941) i Heleny z Kornów (zm. 1934). Ukończył w 1912 roku gimnazjum im. Stanisława Staszica w Warszawie. Przez rok studiował matematykę i fizykę na Uniwersytecie w Nancy, gdzie uzyskał licencjat z nauk ścisłych. Następnie studiował rok mechanikę teoretyczną i fizykę na Sorbonie. Po powrocie do Polski kontynuował studia na Wydziale Filozoficznym Uniwersytetu Jagiellońskiego w Krakowie, gdzie w 1919 roku uzyskał stopień doktora filozofii na podstawie pracy „Badanie równań całkowych i całkowo-różniczkowych nieliniowych” (wyd. Wiadomości Matem. 22, 1918). Jego promotorem był wybitny matematyk Stanisław Zaremba. Na tym samym uniwersytecie obronił w 1921 roku pracę habilitacyjną „Teoria promieniowania i kwantów energii” (wyd. przez Państwowy Instytut Meteorologiczny w 1925) i uzyskał tytuł docenta. W 1922 roku w wieku 27 lat został profesorem nadzwyczajnym Politechniki Warszawskiej.
Od 1916 roku pracował jako nauczyciel w gimnazjum dla dziewcząt w Warszawie. Od 1920 roku wykładał matematykę na Wolnej Wszechnicy, na Wydziale Chemicznym Politechniki Warszawskiej skąd po roku przeniósł się na Katedrę Matematyki na Wydziale Mechanicznym oraz fizykę teoretyczną i matematykę na Uniwersytecie Warszawskim, gdzie był zatrudniony jako docent do 1933 roku. W 1923 roku objął Katedrę Matematyki na Wydziale Mechanicznym PW, którą kierował przez 40 lat z przerwą w latach wojennych i wykładał matematykę na Wydziale Mechanicznym i Elektrycznym PW.
W 1938 roku uzyskał tytuł profesora zwyczajnego oraz został członkiem Akademii Nauk Technicznych. W latach 1937–1939 pełnił funkcję dziekana Wydziału Mechanicznego Politechniki Warszawskiej. W czasie okupacji niemieckiej uczył na tajnych kompletach Uniwersytetu Warszawskiego.
Był współtwórcą Wydziału Mechanicznego Politechniki Łódzkiej i kierownikiem Katedry Matematyki Politechniki Łódzkiej w latach 1945–1947. W latach 1946–1948 prowadził wykłady z teorii potencjału, równań całkowych i geometrii różniczkowej na Uniwersytecie Warszawskim. W 1951 roku zorganizował Katedrę Matematyki w utworzonej wówczas Wojskowej Akademii Technicznej w Warszawie, której był kierownikiem i wykładowcą do 1957 roku.
Jego dorobek naukowy obejmuje 98 prac dotyczących równań całkowych, równań o pochodnych cząstkowych, funkcji analitycznych, fizyki matematycznej i rachunku prawdopodobieństwa. Był promotorem prac doktorskich 19 matematyków, z których 7 się habilitowało, a 6 otrzymało tytuł naukowy profesora.
Działał w Polskim Towarzystwie Matematycznym. W ostatnim roku życia został prezesem Oddziału Warszawskiego PTM i członkiem Zarządu Głównego PTM.
W 1961 roku uhonorowany tytułem doctor honoris causa Politechniki Łódzkiej.

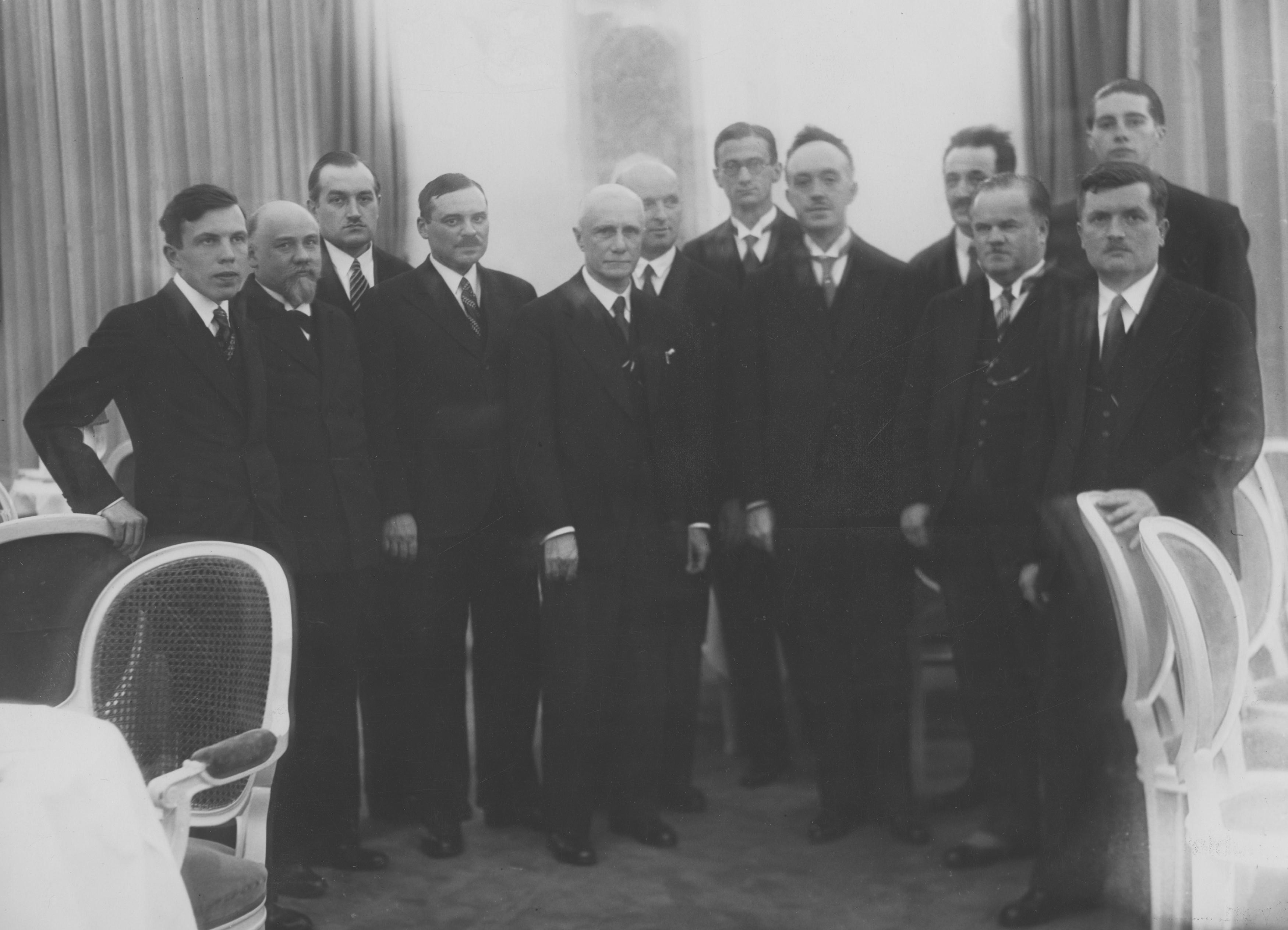
Wizyta prof. Louisa de Broglie (I rząd 3. z prawej) w Warszawie (luty 1935). Widoczni m.in. prof. Witold Pogorzelski (3. z lewej), prof. Bolesław Szczeniowski, prof. Mieczysław Wolfke (I rząd 2. z prawej), doc. dr Stanisław Mrozowski, prof. Czesław Białobrzeski (5. z lewej).

Od 5 marca 1929 roku był mężem Danuty Weil.
Zmarł w Warszawie, pochowany na cmentarzu Powązkowskim (Aleja Zasłużonych-1-122).

## Ordery i odznaczenia
- Krzyż Komandorski z Gwiazdą Orderu Odrodzenia Polski (1960)[9]
- Krzyż Komandorski Orderu Odrodzenia Polski (1958)[9]
- Medal 10-lecia Polski Ludowej (19 stycznia 1955)[10]

## Wybrany dorobek naukowy i dydaktyczny
- Analiza matematyczna. Tom 1. Wydanie 4. Państwowe Wydawnictwo Naukowe, Warszawa 1956
- Analiza matematyczna. Tom 2. Funkcje wielu zmiennych; Wzór Taylora. Równania algebraiczne; Rachunek całkowy; Zastosowania geometryczne, Wyd. 3 popr. Spółdzielnia Wydawnicza „Czytelnik” Warszawa 1949.
- Analiza matematyczna. Tom 3. Państwowe Wydawnictwo Naukowe, Wyd. 4. Warszawa 1954.
- Analiza matematyczna. Tom 4. Państwowe Wydawnictwo Naukowe, Wyd. 3. Warszawa 1962.

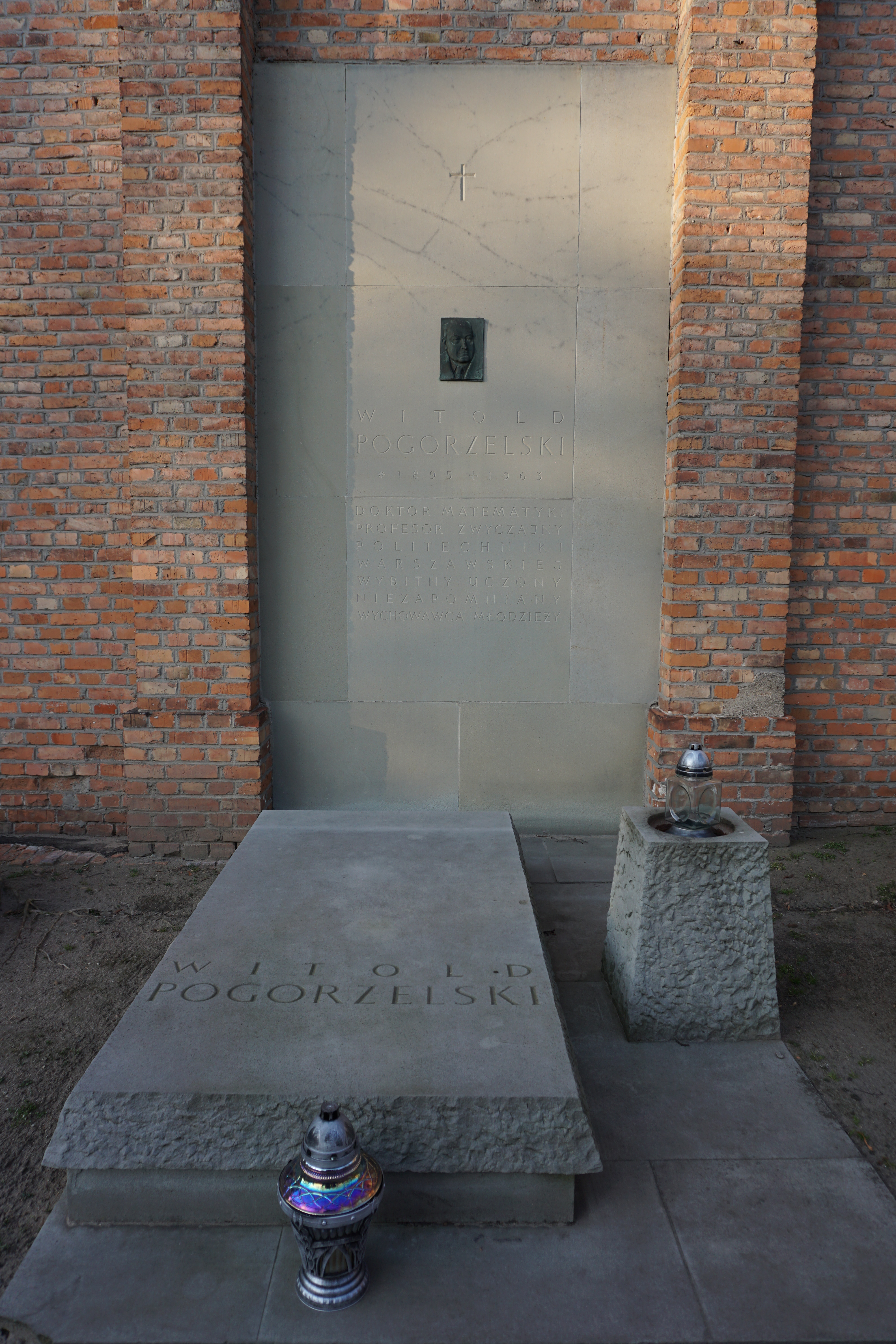
Grób Witolda Pogorzelskiego na cmentarzu Powązkowskim w Warszawie

- Równania całkowe i ich zastosowania. Tom I. Własności ogólne równań Fredholma i Volterry. Państwowe Wydawnictwo Naukowe, Warszawa, 1953.
- Grób Witolda Pogorzelskiego na cmentarzu Powązkowskim w WarszawieRównania całkowe i ich zastosowania. Tom II. Układy równań całkowych; równania całkowe nieliniowe; zastosowania równań całkowych w teorii równań różniczkowych. Z dodatkiem R. Sikorskiego: O twierdzeniu Schaudera. Państwowe Wydawnictwo Naukowe, Warszawa, 1958.
- Równania całkowe i ich zastosowania. Tom III. Własności całki typu Cauchy’ego. Zagadnienia brzegowe w teorii funkcyj analitycznych. Równania całkowe mocno-osobliwe liniowe i nieliniowe. Państwowe Wydawnictwo Naukowe, Warszawa, 1960.